# 崔懷順
崔怀顺，《南齐书》为萧顺之避讳作崔怀慎，清河郡东武城县（今河北省故城县南）人，南朝宋、南朝齐政治人物。
父亲崔邪利，魯郡（今山东省曲阜市）太守，宋文帝元嘉年间被北魏俘虏。崔怀顺与妻房氏深深相爱，他说父亲被俘，即日把妻子送回家，布衣蔬食，如居丧之礼。过年时，北向流泪。崔邪利后出仕北魏中书，写信劝告崔怀顺不许如此，崔怀顺看到来信更加号泣。崔怀顺从叔崔模为滎陽郡太守，也被俘虏，崔模的儿子虽出自改节之家，但不废止婚嫁做官。大明年间，崔怀顺同宗冀州刺史崔元孙出使，北魏人问他：“崔邪利、崔模都力屈归顺我国，他们两家子侄，进退不同，道理在哪里？”崔元孙说：“汉代益州刺史王尊在邛崃驱马前进，王阳却回车后退，想让忠孝都得到弘扬，为臣为子之节都得到体现。”泰始初年，北魏攻克淮北，崔怀顺因此入北魏。至平城，崔邪利当时已经去世，崔怀顺晕倒后又苏醒。载着父亲的灵柩回到青州，赤脚在冰雪里步行，土气寒酷，手足却没有冻伤。安葬完毕，因弟弟在南朝，南齐建元初年，又逃归南方，弟弟也已经去世。崔怀顺孤独贫苦，宗族可怜他，每天聚粮供他生活。永明年间去世。